# Ourapteryx deflexaria
Ourapteryx deflexaria là một loài bướm đêm trong họ Geometridae.